# Eleccions a l'Assemblea d'Extremadura de 2003
Les Eleccions a l'Assemblea d'Extremadura de 2003 se celebraren el 26 de maig. Amb un cens de 881.228 electors, els votants foren 687.501 (78,0%) i 193.727 les abstencions (22,0%). El PSOE guanyà per majoria absoluta, i aconseguí el nomenament del seu candidat, Juan Carlos Rodríguez Ibarra, com a president de la Junta.
- Els resultats foren:

| ← Eleccions a l'Assemblea d'Extremadura, 2003 →        |         |       |        |
| Partit                                                 | Vots    | %     | Escons |
| PSOE de Extremadura-Progressistes                      | 341.522 | 52,38 | 36     |
| Partit Popular                                         | 255.808 | 39,23 | 26     |
| Izquierda Unida-Socialistes Independents d'Extremadura | 41.448  | 6,36  | 3      |
| Extremadura Unida                                      | 12.171  | 1,87  |        |
| Partit Humanista                                       | 1.082   | 0,17  |        |

A part, es comptabilitzaren 9.033 (1,4%) vots en blanc.

## Diputats electes
- Juan Carlos Rodríguez Ibarra (PSOE)
- Carlos Floriano (PP)
- Manuel Cañada (Izquierda Unida)